# Exsurge Domine
Exsurge Domine est l'Incipit latin d'une bulle pontificale dont le titre est Bulla contra errores Martini Lutheri et sequacium (« Bulle contre les erreurs de Martin Luther et de ses disciples »), publiée le 15 juin 1520 par le pape Léon X en réponse aux enseignements de Martin Luther et à ses 95 thèses et autres écrits qui s'opposaient au pouvoir de la papauté. Son incipit latin signifie en français « Lève-toi, Seigneur [car un renard ravage ta vigne] », Luther étant décrit comme le renard ravageant l'Église.

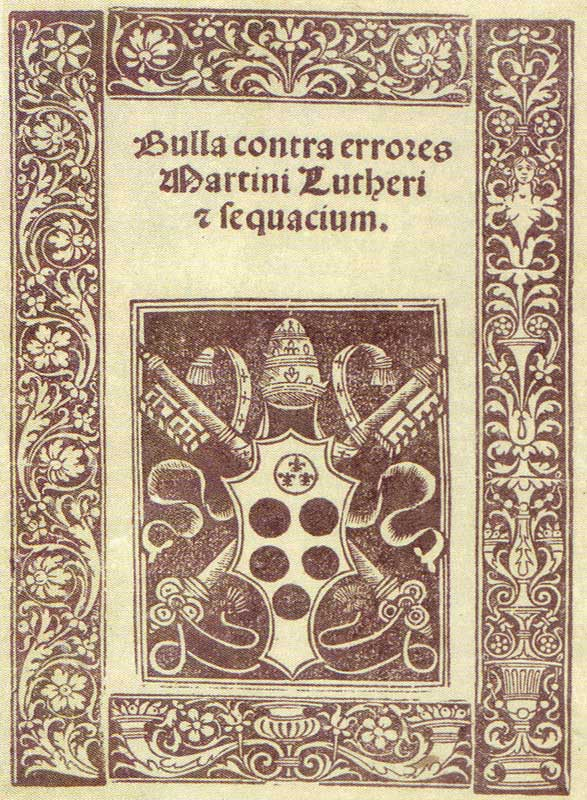
Bulla contra errores Martini Lutheri et sequacium

La bulle ne condamnait pas explicitement toutes les idées de Luther mais exigeait qu'il retire ses « erreurs » sur 41 points en particulier. Le temps alloué expira le 10 décembre 1520, jour où Luther brûla publiquement sa copie de la bulle ainsi que ses volumes de droit canonique. L'autodafé avait été fait en réaction à la procédure de Johann Eck qui avait déjà lui-même brûlé publiquement les livres de Luther. En accomplissant ce geste, il cita le psaume 21 en affirmant que le pape était lui aussi condamné.
En réaction, le pontife romain publia la bulle Decet Romanum Pontificem le 3 janvier 1521 qui excommuniait Luther. L'original d'Exsurge Domine est conservé à la Bibliothèque apostolique vaticane.